# 陽尼
陽 尼（よう じ、生没年不詳）は、北魏の学者。字は景文。本貫は右北平郡無終県。

## 経歴
若くして学問を好み、群書に広く通じた。上谷の侯天護や頓丘の李彪と名声を等しくした。幽州刺史の胡泥の推薦を受けて、秘書著作郎として召された。太和年間、中書学が国子学と改められると、中書監の高閭や侍中の李沖らに博識を買われて推挙され、国子祭酒となった。後に幽州中正を兼ねた。孝文帝に人材の推挙を求められると、陽尼と斉州大中正の房千秋はそれぞれ自分の子を推挙した。幽州平北府長史となり、漁陽郡太守を兼ねた。任を受けないうちに、中正のときに郷里の人から財貨を受け取った罪を問われて免官された。郷里に帰り、冀州で死去した。享年は61。『字釈』数十篇を著したが、生前に完成しなかった。
子の陽介は、字を天佐といい、奉朝請・冀州墨曹参軍をつとめ、早逝した。従孫の陽固・陽藻と従曾孫の陽休之・陽斐が知られた。

## 伝記資料
- 『魏書』巻72 列伝第60
- 『北史』巻47 列伝第35